# Vincenzo Malo
Vincenzo Malo ou Vincent Malo (né vers 1602 ou 1606 à Cambrai et mort à Rome le 14 avril 1644) est un peintre du Cambrésis, alors sous gouvernement des « Archiducs », l'Infante d'Espagne Isabela, fille de Philippe II et son époux Albert de Habsbourg (Jusqu'en 1621, date du retour à la Couronne d'Espagne). Représentant du baroque au XVIIe siècle.

## Biographie

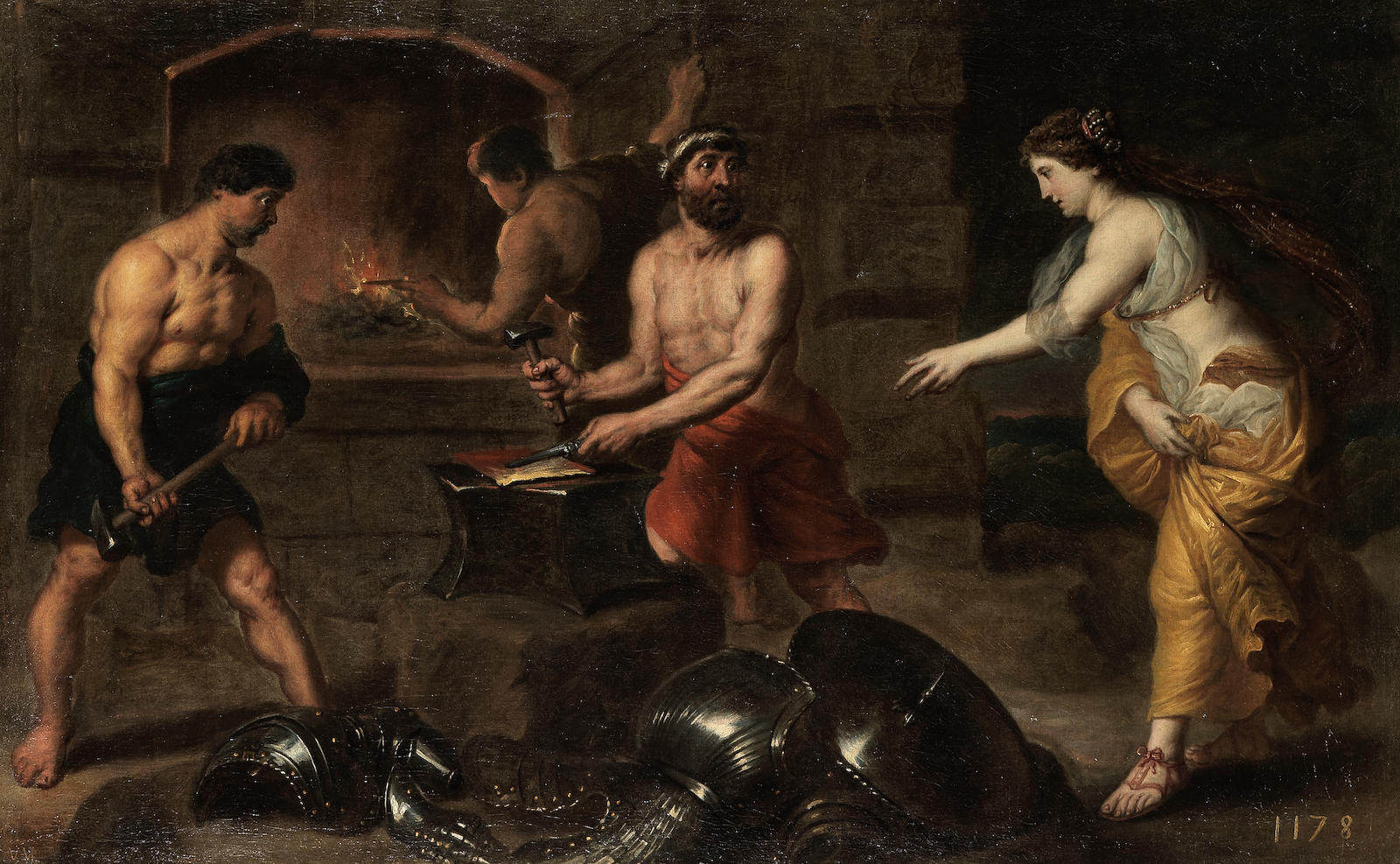
Vénus dans la forge de Vulcain

Vincent Malo, né à Cambrai, n'était donc pas flamand, le Cambrésis n'en faisant pas partie. Lors de sa naissance, le Cambrésis faisait partie des "Flandres" selon la définition administrative espagnole, soit les Pays-Bas espagnols, qui comprenaient notamment les véritables Flandres, l'Artois, le Cambrésis, le Brabant, le Hainaut et d'autres terres plus au nord et à l'est, mais aussi le Comté de Bourgogne (Franche-Comté).

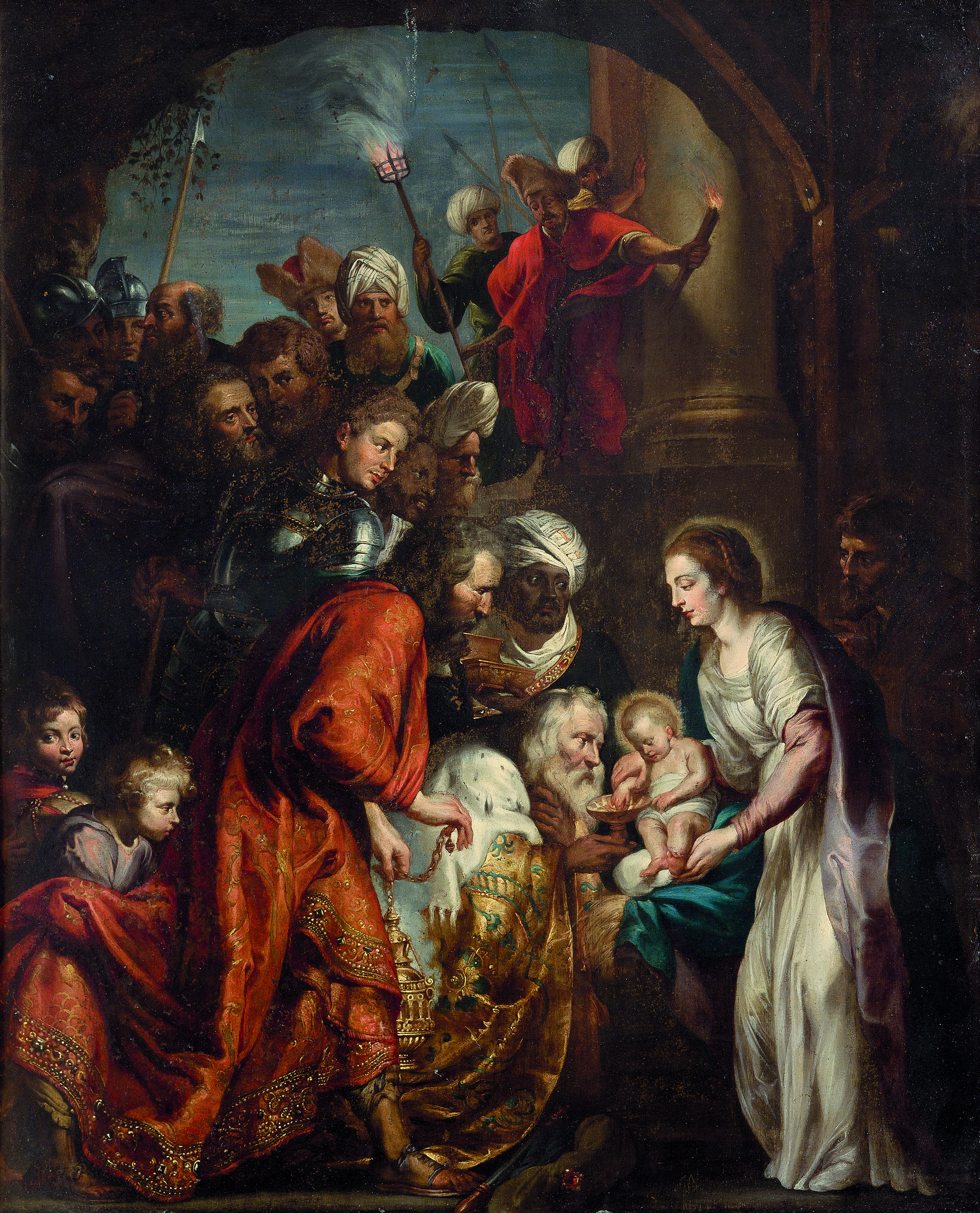
L'adoration des Mages.

Vincent Malo fit son apprentissage à Anvers, ville du Brabant, d'abord auprès de David Teniers et ensuite de Rubens qui lui enseigna les techniques du baroque des "peintres du Nord", qui ne seront appelés "flamands" qu'à la fin du XIXe siècle, pour des raisons de simplification commerciale des milieux marchands de l'art.
En 1623-1624, il fut admis comme maître dans la guilde de Saint-Luc à Anvers.
Par la suite il se rendit à Gênes où il séjourna de nombreuses années. Il y exécuta un grand nombre d'œuvres religieuses (beaucoup perdues) (Chiesa Santa Maria di Quezzi, Santo Stefano) et des scènes paysannes pour les palais (Palazzo Doria, Palazzo Durazzo Pallavicini Negrotto Giustiniani) et eut Antonio Maria Vassallo comme élève.
Il se rendit par la suite à Florence et enfin à Rome (Chiesa Santa Maria sopra Minerva), où il mourut à l'âge de 45 ans.

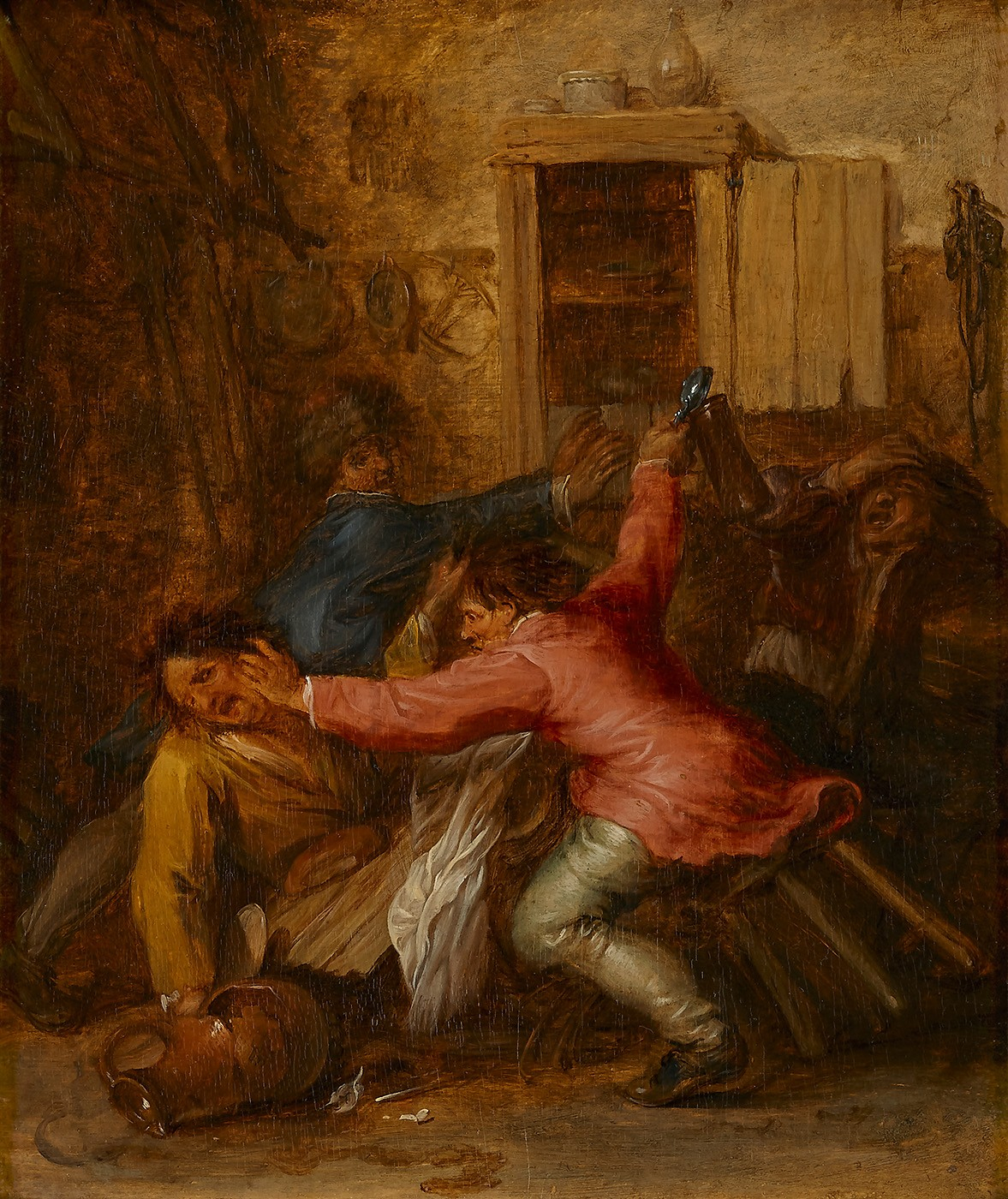
Intérieur avec des paysans combattants

## Œuvres
Vincenzo Malo a été un peintre de scènes de genre, de sujets religieux et mythologiques. Il a contribué à la diffusion de l'art flamand et la poétique de Rubens à Gênes. Il a donné une impulsion importante à la peinture génoise dans sa transition du maniérisme au style baroque. Les œuvres de Vincenzo Malo sont visibles entre autres dans les expositions de l'Accademia ligustica di Belle Arti, Palazzo Bianco (Gênes), Galerie nationale (Parme), Pinacothèque du Vatican, Pinacothèque de Brera (Milan), Rijksmuseum (Amsterdam), Indiana University of Pennsylvania Art Gallery (Indianapolis). Musei Vaticani – Pinacoteca Vaticana (Pinacothèque Vaticane), Sala XIII 144 Adorazione dei magi. – . Adoration des Mages , vers 1580. Huile sur toile, cm. 324 x 396,5. Inv. MV 40401. Contrairement à ce que l'on lit, la galleria Colonna à Rome ne détient pas ou plus d'oeuvre de Malo.